# Рестоника
Рестоника (фр. Restonica) — река во Франции, на острове Корсика. Берёт своё начало в озере Лак-де-Мело. Длина реки составляет 18,1 км. В коммуне Корте она впадает в реку Тавиньяно. Бассейн реки Рестоника составляет 147 км². 98,58 % его площади занимают леса и естественные территории, 1,14 % — сельскохозяйственные угодья, 0,15 % — застроено.
Река с зимним паводком, с декабря по март включительно максимум в январе-феврале. Самый низкий уровень воды в реке летом, в период с июля по сентябрь включительно.